# Beachwasserball
Beachwasserball (auch Beach-Wasserball) ist eine vereinfachte Form des Wasserballs, die mit leichteren Regeln und auf einem kleineren Spielfeld gespielt wird. Gespielt wird hauptsächlich in freien Gewässern wie Seen, Flüssen oder im Meer, allerdings ist auch eine Austragung in Schwimmbädern denkbar. Beachwasserball orientiert sich an den anderen „Beach“-Sportarten wie Beachvolleyball, Beachhandball oder Beachsoccer, ist sowohl als Freizeit- wie auch als Wettkampfsport gedacht und soll den Sport für Laien, Zuschauer und Medien interessanter machen.
Die Spielfläche beträgt 15 × 11,5 m. Auch die Maße der Tore, sind mit 2,50 × 0,80 m kleiner als im Original. Zudem wird mit dem kleineren Wasserball der Frauen gespielt. Eine Mannschaft besteht aus drei Feldspielern, einem Torwart sowie zwei Ersatzspielern.
Gespielt wird in drei Dritteln aber, anders als beim klassischen Wasserball, nicht auf Zeit, sondern wie im Tennis in Sätzen. Ein Satz geht mit dem sechsten erzielten Tor zu Ende (beispielsweise 4:2, 1:5 oder 3:3).
Das erste Beachwasserball-Turnier wurde 1995 in Italien ausgetragen. Bei dem dritten Turnier 1998 wurde der „Coppa del Mediterraneo“ ausgetragen, an dem sich Italien, Frankreich, Malta und Montenegro beteiligten.
Beachwasserball gehörte bereits bei der Premierenveranstaltung 2008 in Bali zum Programm der Asian Beach Games. 